# 千田恵介

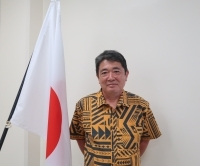
外務省より公表された公式肖像画像

千田 恵介（せんた けいすけ、1958年8月12日 - ）は、日本の検察官、公証人。東京大学大学院法学政治学研究科教授や、高松地方検察庁検事正等を経て、駐サモア特命全権大使。

## 来歴・人物
鹿児島県日置市生まれ。東京大学法学部卒業後、1987年検察官任官。外務省欧州共同体日本政府代表部一等書記官、大分地方検察庁次席検事、国際連合アジア極東犯罪防止研修所次長、国際連合薬物犯罪事務所東アジア・太平洋地域センター上級法律専門家、東京大学大学院法学政治学研究科法曹養成専攻教授、東京地方検察庁交通部長、東京地方検察庁公判部長、最高検察庁検事、佐賀地方検察庁検事正、法務省法務総合研究所国際連合研修協力部長（国際連合アジア極東犯罪防止研修所長）等を経て、2018年高松地方検察庁検事正。2019年退官、杉並公証役場公証人。2021年駐サモア特命全権大使。